# Jean-Auguste Brutails
Jean-Auguste Brutails (Viviez, Avairon, 20 de desembre de 1859 - Bordeus, 1 de gener de 1926) fou un historiador, arxiver i historiador de l'art francès.

## Vida i obra
Jean-Auguste Brutails va estudiar a l'École des Chartes i el 1884 obtingué el títol d'arxiver amb la tesi Essai sur l'élection et l'organisation des corps municipaux dans le sud-ouest de la France, aux XIII-XIV i simultàniament es llicencià en dret.
La seva primera destinació com a arxiver fou el 1884 a l'Arxiu Departamental dels Pirineus Orientals i el 1889 es traslladà als de la Gironda, a Bordeus, on restà fins a la seva mort. En el temps passat a Bordeus fou també professor de paleografia i arqueologia a la Universitat de Bordeus. El 1912 obtingué el títol de doctor amb una tesi intitulada Les vieilles églises de la Gironde.
Publicà nombroses obres sobre arqueologia, entre les quals un Précis d'archéologie du Moyen Âge (1908) que fou reeditada diversos cops. Del seu pas pels arxius i territori català també en sorgiren algunes publicacions, en forma de llibre o de nombrosos articles i notes. Va ser fundador de la Revue historique de Bordeaux et du département de la Gironde.
Fou nomenat jutge del Tribunal Superior d'Andorra (1888), càrrec que mantingué fins a la mort, i que també es relaciona amb diverses publicacions sobre Andorra i els seus costums (per exemple, la contribució al Congrés de la Llengua Catalana de 1906 Le droit andorrain. Sa formation et son évolution).

## Reconeixements
El 1902 fou nomenat membre corresponent de l'Académie des inscriptions et belles-lettres i el 1919 membre numerari. Va rebre també la Légion d'honneur el 1903 (en fou officier el 1921). Fou membre corresponent de l'Institut d'Estudis Catalans des de 1916 i també de l'Acadèmia de Bones Lletres de Barcelona des de 1907.

## Publicacions
Entre les seves obres, són de tema català les següents:
- Étude sur la condition des populations rurales du Roussillon au Moyen Âge
- L'art religieux du Roussillon, que va ser traduït al català per Jaume Massó i Torrents (L'Art religiós en el Rosselló. Barcelona: l'Avenç, 1901)
- La coutume d'Andorre
- La catedral d'Elna in: Anuari de l'Institut d'Estudis Catalans 1923, p. 753-754